# Stigmella benanderella
Stigmella benanderella is een vlinder uit de familie dwergmineermotten (Nepticulidae). De wetenschappelijke naam is voor het eerst geldig gepubliceerd in 1955 door Wolff.
De soort komt voor in Europa.